# Mine de cuivre de Besshi
La mine de cuivre de Besshi (別子銅山, Besshi dōzan) est une importante exploitation minière située à Niihama dans la préfecture d'Ehime au Japon.

## Histoire
Découvert en 1690, l'exploitation du gisement démarre l'année suivante et se poursuit jusqu'en 1973. Durant cette période de plus de 280 ans, 700 000 tonnes de cuivre sont extraits, contribuant significativement au commerce et à la modernisation du Japon. Le principal exploitant est la famille Sumitomo, dont les fruits de la mine l'aident à bâtir le zaibatsu Sumitomo, l'un des plus grands du Japon. 
Le cuivre extrait est exporté via la Compagnie néerlandaise des Indes orientales pendant la période de fermeture du Japon aux pays étrangers, une partie étant même vendue à la bourse d'Amsterdam.
Les premières excavations sont réalisées dans une zone difficile d'accès, à plus de 1 000 m d'altitude (à l'emplacement de l'ancienne ville de Besshiyama), mais le centre de direction s'est progressivement déplacé à Niihama, changeant l'apparence de la zone. Les tunnels atteignent une longueur totale d'environ 700 kilomètres et une profondeur d'un kilomètre. Grâce au travail de reboisement effectuée après la fermeture, l'endroit a retrouvé son aspect naturel. À l'heure actuelle, les quelques vestiges de l'ancienne mine de cuivre sont recouverts par la végétation. Afin de préserver cette histoire, le parc à thème Minetopia Besshi a été inauguré à Niihama.
Héritage de cette production liée à la modernisation du Japon, le parc est proposé à l'inscription en tant que bien culturel important, mais la procédure ne peut aboutir car il appartient à une entreprise privée. Après la désignation de la mine d'argent d'Iwami (石見銀山, Iwami-ginzan) au patrimoine de l'humanité, en raison de son lien avec la modernisation du Japon, il est prévu que la mine de cuivre de Besshi se porte candidate.

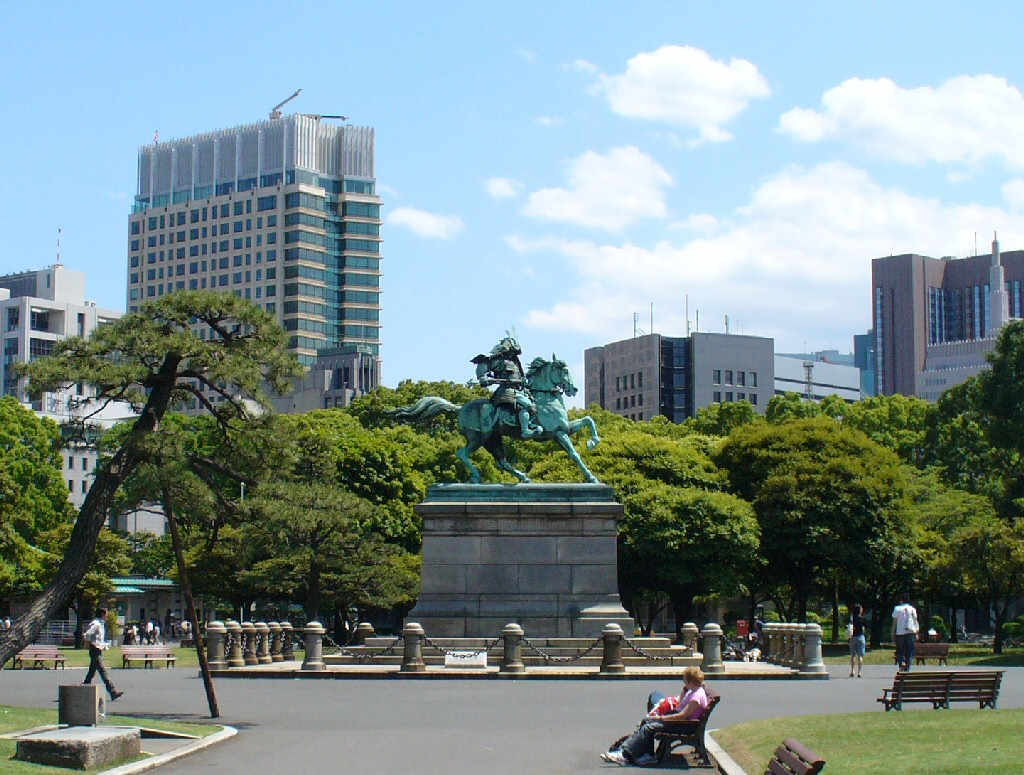
Monument réalisé avec le cuivre de la mine sur la place devant le palais impérial de Tokyo.

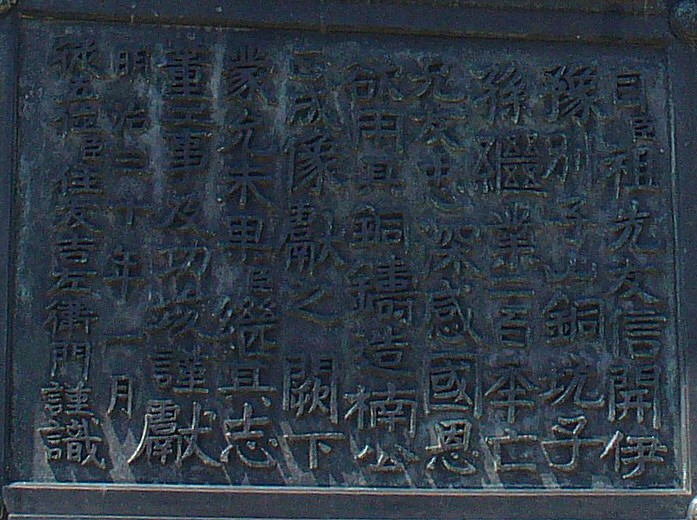
Plaque faite avec du cuivre de Besshi.

Une réunion des shicho (市長, shichō) des villes comptant les principales mines, d'or (Sado dans la préfecture de Niigata), d'argent (Ōta dans la préfecture de Shimane) et de cuivre (Niihama dans la préfecture d'Ehime), du Japon a lieu en mai 2006.
Le monument de Kusunoki Masashige (楠木正成像, Kusunoki Masashigue-zō) sur la place devant le palais impérial de Tokyo est érigé en 1900 avec le cuivre de la mine de Besshi.

### Chronologie historique
- 1690 : découverte.
- 1691 : premières excavations.
- 1691 : début de l'exploitation.
- 1865 : Hirose Saihei (en) est nommé responsable de la mine.
- 1876 : Hirose Saihei présente un projet de modernisation de la mine.
- 1882 : Hirose Saihei sollicite la construction d'un centre de raffinage du cuivre au gouvernement.
- 1888 : début de la construction d'un centre de raffinage.
- 1893 : inauguration de la section inférieure du premier chemin de fer d'extraction du Japon.
- 1893 : inauguration de la section supérieure du chemin de fer de la mine.
- 1896 : l'île de Shisaka (四阪島, Shisaka-jima?) devient le nouvel emplacement du centre de raffinage.
- 1899 : inondation causée par un typhon.
- 1900 : construction du monument de Kusunoki Masashige devant le palais impérial pour les 200 ans de la mine.
- 1905 : début de fonctionnement du centre de raffinage de l'île de Shisaka.
- 1911 : arrêt de l'utilisation de la section supérieure du chemin de fer de la mine.
- 1924 : achèvement de la grande cheminée du centre de raffinage de l'île de Shisaka.
- 1936 : le chemin de fer de la mine s'étend jusqu'au port de Niihama (新居浜港, Niihama-kō?).
- 1942 : connexion avec les lignes ferroviaires nationales.
- 1973 : fin de l'exploitation de la mine.
- 1975 : inauguration d'un musée commémoratif de la mine de cuivre de Besshi.